# 灌水镇
灌水镇，是中华人民共和国辽宁省丹东市宽甸满族自治县下辖的一个建制镇。
因城鎮東北方的牛毛生河在此注入自城鎮西北方流向南方的云愛河而得名。

## 行政区划
灌水镇下辖以下地区：
灌水镇社区、车轱轳泡村、东岔村、龙爪沟村、二道河子村、团结村、土门岭村、人石村、三台子村和天华村。